# Ooredoo
Ooredoo QSC (en árabe: أريد; antes Qtel) es una empresa multinacional de telecomunicaciones catarí con sede en Doha. Ooredoo ofrece servicios móviles, inalámbricos, de línea fija y de contenidos, con una cuota de mercado en los mercados de telecomunicaciones nacionales e internacionales, y servicios tanto para negocios como para particulares
Fue el primer operador a nivel mundial en lanzar servicios comerciales de 5G en Catar y es una de las mayores empresas de telecomunicaciones móviles del mundo, con más de 115 millones de clientes a nivel global en 2018.
Ooredoo opera en 10 países de Oriente Medio, el norte de África y el sudeste asiático, entre los que se encuentran Argelia, Birmania, Catar, Indonesia, Irak, Kuwait, Maldivas, Omán, Palestina y Túnez.
Las acciones de Ooredoo cotizan en la Bolsa de Catar y en la de Abu Dhabi. 